# Yağızcan Akyürek
Yağızcan Akyürek (* 19. Dezember 1998 in Sultanbeyli) ist ein türkischer Fußballtorhüter.

## Karriere
Akyürek begann mit dem Vereinsfußball in der Nachwuchsabteilung von Manisaspor.
Dort erhielt er im Sommer 2014 einen Profivertrag, spielte aber weiterhin zwei Spielzeiten lang ausschließlich für die Nachwuchs- bzw. Reservemannschaften des Vereins. Er wurde aber in der Saison 2015/16 als 4. Torhüter in der offiziellen Kaderliste geführt. Im Sommer 2016 wurde er dann endgültig Teil der Profimannschaft. Sein Profidebüt gab er am 20. August 2016 in der Ligabegegnung gegen Elazığspor.
Zur Saison 2017/18 wechselte er zum Viertligisten Utaş Uşakspor.

## Erfolge
Mit Manisaspor
- Meister der TFF 2. Lig und Aufstieg in die TFF 1. Lig: 2015/16 (Ohne Einsatz)